# Wim Bokila
Wim Bokila (Antwerpen, 28 september 1987) is een Nederlands-Congolees profvoetballer die als aanvaller speelt. Hij is een broer van Jeremy Bokila en Paldy Bokila en ook zijn vader was profvoetballer.
Bokila kwam in 2009 vanuit de amateurs van vv AGOVV bij proftak AGOVV Apeldoorn waarmee hij debuteerde in de eerste divisie. Hij speelde kort in Slowakije voor MŠK Žilina voor hij terugkeerde in het amateurvoetbal bij SDOUC. In 2013 stond Bokila kort onder contract in Bulgarije bij FC Etar 1924 Veliko Tarnovo maar die club ging failliet. In de Belgische derde klasse scoorde hij twaalf keer in 31 duels voor KSC Grimbergen en vervolgens werd hij door Eendracht Aalst gecontracteerd. Bij die club scoorde hij op hetzelfde niveau 20 doelpunten in 32 wedstrijden. In 2016 speelde Bokila kort in de Portugese Segunda Liga voor Sporting Covilhã waar zijn contract aan het einde van het jaar ontbonden werd. In januari 2017 tekende hij een contract tot het einde van het seizoen bij Achilles '29 waarmee hij uit de Eerste divisie degradeerde. In november 2017 verbond hij zich aan het Maltese Hamrun Spartans. Begin 2018 ging Bokila in Frankrijk voor Jura Dolois spelen dat uitkomt in het Championnat National 3. Medio 2018 ging Bokila in België voor Hoogstraten VV spelen dat uitkomt in de Tweede klasse amateurs. In januari 2019 verliet hij de club. In maart 2019 werd hij aangekondigd als nieuwe speler van Kontich FC per het seizoen 2019/20 waar hij reeds meetraint.